# Li Yingying
Li Yingying (Qiqihar, 19 febbraio 2000) è una pallavolista cinese, schiacciatrice del Tianjin.

## Carriera

### Club
Nel 2016 inizia la carriera professionistica con la maglia del Tianjin, squadra che milita nella massima divisione cinese.

### Nazionale
Nel 2014 fa parte della selezione svedese under 18, con la quale conquista la medaglia di bronzo al campionato mondiale 2015, venendo anche premiata come miglior schiacciatrice del torneo.
Nel 2018 arriva la chiamata dalla nazionale maggiore, con cui conquista il bronzo sia alla Volleyball Nations League che al campionato mondiale. Nel 2019 partecipa alla Coppa del Mondo, vincendo la medaglia d'oro. Nel 2023 si aggiudica l'argento alla Volleyball Nations League, premiata come miglior schiacciatrice e l'oro ai XIX Giochi asiatici.

## Palmarès

### Club
- Campionato cinese: 5

2017-18, 2020-21, 2021-22, 2022-23, 2023-24

### Nazionale (competizioni minori)
- Campionato mondiale under 18 2015
- Giochi asiatici 2022

### Premi individuali
- 2015 - Campionato mondiale under 18: Miglior schiacciatrice
- 2023 - Chinese Volleyball Super League: MVP[6]
- 2023 - Volleyball Nations League: Miglior schiacciatrice
- 2023 - Campionato mondiale per club: Miglior schiacciatrice[7]
- 2024 - Campionato mondiale per club: Miglior schiacciatrice[8]